# Kościół Narodzenia Najświętszej Maryi Panny w Lubnicy
Kościół Narodzenia NMP – katolicki kościół filialny, zlokalizowany w Lubnicy, w gminie Okonek. Należy do parafii Wniebowzięcia Najświętszej Maryi Panny w Lotyniu. Według mapy powiatu złotowskiego z 2007, jest najbardziej na północ wysuniętą świątynią województwa wielkopolskiego.

## Historia
Obiekt pochodzi z XVIII wieku, kiedy to zbudowano go dla miejscowych protestantów. Został zrekonstruowany w 1976, a poświęcony, jako katolicki 12 września 1976. Od 1965 figuruje w rejestrze zabytków.

## Architektura
Świątynia o prostej budowie, salowa, konstrukcji słupowo-ramowej, z muru pruskiego. Nie posiada wyodrębnionego prezbiterium i jest zamknięta prostokątnie. Z boku nawy dobudowana zakrystia. Dach jest jednokalenicowy, pokryty dachówką. Na krzyżu misyjnym data 23 grudnia 2006.